# Stazione di Cangiani
Stazione di Cangiani vasútállomás Olaszországban, Boscoreale településen.

## Vasútvonalak
Az állomást az alábbi vasútvonalak érintik:
- Napoli-Pompei-Poggiomarino-vasútvonal

## Kapcsolódó állomások
A vasútállomáshoz az alábbi állomások vannak a legközelebb:
- Stazione di Poggiomarino (Stazione di Poggiomarino, Napoli-Pompei-Poggiomarino-vasútvonal)
- Stazione di San Pietro (Stazione di Napoli Porta Nolana, Napoli-Pompei-Poggiomarino-vasútvonal)